# NGC 1245
NGC 1245 je otevřená hvězdokupa v souhvězdí Persea. Od Země je vzdálená 9 200 světelných let. Objevil ji William Herschel 11. prosince 1786.

## Pozorování

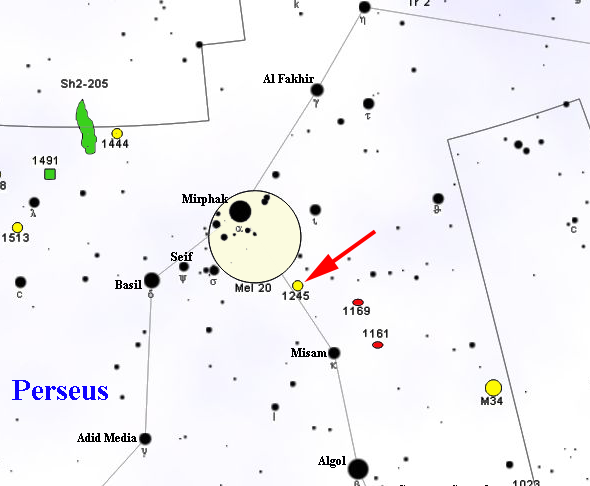
Poloha NGC 1245 v souhvězdí Persea

Hvězdokupa se dá poměrně snadno najít asi 3° jihozápadně od hvězdy Mirfak (α Persei). Malé dalekohledy ji ukážou jako kulatou mlhavou skvrnku, středně velké dalekohledy ji ovšem rozloží na několik desítek hvězd 11. hvězdné velikosti a slabších.

## Historie pozorování
Tuto hvězdokupu objevil William Herschel 11. prosince 1786. Později ji pozoroval také jeho syn John, který ji zapsal do svého katalogu General Catalogue of Nebulae and Clusters pod pořadovým číslem 658.

## Vlastnosti
Hvězdokupa obsahuje několik stovek hvězd, takže je poměrně bohatá. Od Země je vzdálená přibližně 9 200 světelných let a její stáří se odhaduje na přibližně 1 miliardu let. Má docela vysokou galaktickou šířku -8,9° a leží tak 1 450 světelných let pod ramenem Persea.